# Coenzyme Q10
Cet article concerne spécifiquement la coenzyme Q10, couramment appelée « ubiquinone ». Pour l'ensemble des ubiquinones, voir ubiquinone.
Pour les articles homonymes, voir Coq (homonymie).
Ne doit pas être confondu avec ubiquitine.

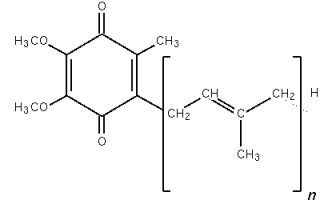
Figure 1 : Structure chimique des ubiquinones. n peut varier de 6 à 10 et forme une chaîne polyisoprénique.

La coenzyme Q10 (CoQ10, ou plus simplement Q10), également connue sous le nom d’ubiquinone, est une 1,4-benzoquinone pour laquelle Q fait référence au groupe quinone et 10 au nombre d'unités isopréniques dans sa chaîne latérale.
Cette substance, semblable à une vitamine liposoluble, est présente dans la plupart des cellules eucaryotes, essentiellement dans les mitochondries, où elle participe à la chaîne respiratoire dans le cadre de la respiration cellulaire aérobie.

## Biochimie
Dans sa forme pure, la CoQ10 est une poudre cristalline jaune orange, sans goût ni odeur. Elle est en partie absorbée avec notre nourriture, mais est également produite dans le corps lui-même. Cette coenzyme, présente dans toutes les cellules humaines, intervient dans la transformation de l'énergie fournie par l'alimentation en énergie utilisable par la cellule. Ce n'est qu'à la suite de cette transformation, effectuée dans les mitochondries, que l'énergie contenue dans la nourriture peut être utilisée par le corps humain. 95 % des besoins corporels en énergie sont transformés à l'aide de la CoQ10,. Les organes nécessitant le plus d’énergie — tels que le cœur, les poumons et le foie — présentent également les taux de CoQ10 les plus élevés.
La CoQ10 diffuse librement dans la bicouche lipidique car il s'agit d'une benzoquinone qui est soluble dans les lipides avec une longue chaîne isoprénoïde.

## Historique
La CoQ10 est découverte en 1957 aux États-Unis, puis décrite en 1958 par le biologiste anglais R.A.  Morton.

## Rôles physiologiques
À la suite de sa découverte du rôle significatif joué par la CoQ10 dans la production de l'énergie, le chercheur britannique Peter Mitchell reçut le prix Nobel de chimie en 1978. 
La CoQ10 intervient en effet dans la chaîne respiratoire, qui assure la production d'énergie utilisable par la cellule sous forme d'ATP. C'est un intermédiaire qui a la capacité de cycler entre une forme oxydée et une forme réduite, et donc de transférer des électrons d'un complexe enzymatique à l'autre (de la NADH-déshydrogénase à la cytochrome-réductase).
La réduction du taux de CoQ10 est liée au vieillissement, ainsi que divers facteurs tels que l'effort physique extrême, le stress, une consommation accrue d'alcool et de tabac, de même que lors de maladies spécifiques.  Certains médicaments réduisant le taux de cholestérol (appelés « statines ») freinent également la production naturelle de CoQ10 dans le corps. Un taux faible de cette molécule serait corrélé avec un plus mauvais pronostic lors d'une insuffisance cardiaque mais ce résultat reste discuté.
Il a un rôle antioxydant.
Il permet d'améliorer le contrôle de la glycémie chez le diabète de type 2 et de diminuer légèrement la pression artérielle en cas d'hypertension artérielle.
Un essai clinique croisé en double aveugle, randomisé et contrôlé par placebo a trouvé que la supplémentation de CoQ10 en phytosomes améliorait la fonction endothéliale.

## Pharmacologie
Après absorption orale, sa demi-vie atteint 30 h. La biodisponibilité est cependant très variable suivant les produits.

## Rôle thérapeutique
L'organisme synthétise la molécule, habituellement à des doses suffisantes, rendant normalement inutile un apport extérieur.
L'alimentation fournit un apport journalier d’environ trois à dix milligrammes de cette coenzyme. 
La coenzyme Q10 est surtout présente dans la viande et le poisson. Les légumes et les produits laitiers en contiennent relativement peu.
| Teneur en CoQ10 d'aliments en µg/100 g matière fraîche |              |              |                |             |
| Aliments                                               | Kamei (1986) | Weber (1997) | Mattila (2001) | Kubo (2008) |
| Bœuf                                                   | 3100         | 3100         | 3650           | 3030-4010   |
| Poulet                                                 | 2100         | 1700         | 1400           | 1710-2500   |
| Poisson                                                | 550-6430     | 430-2700     | 850-1590       | 180-13000   |
| Brocoli                                                | 860          | 660          | …              | 701         |
| Pomme de terre                                         | 100          | 52           | 50             | 105         |
| Œuf                                                    | 370          | 150          | 120            | 73          |

Sa concentration peut être mesurée dans le sang mais cela ne semble pas refléter le contenu tissulaire en CoQ10.
Cependant, il se peut qu’un régime normal et la production endogène ne suffisent pas à répondre aux besoins corporels. Les statines, médicaments qui bloquent la formation hépatique du cholestérol et secondairement la production de l'ubiquinone peuvent entraîner une carence. Cette dernière pourrait expliquer l'effet secondaire principal de ce type de médicament, les symptômes musculaires. Il pourrait exister un certain intérêt à administrer ce complément alimentaire dans ces cas.
La coenzyme Q10 constitue aussi une piste de traitement de l'insuffisance cardiaque à fraction d'éjection basse, permettant d'en améliorer les symptômes et de diminuer la mortalité.
A dosage très élevé, la coenzyme Q10 est également utilisée pour traiter la maladie génétique de Leber qui s'attaque aux mitochondries du nerf optique mais les résultats obtenus sont peu convaincants.
Une supplémentation de 100 à 200 mg/j peut faire baisser la tension artérielle systolique chez les personnes atteints de maladies cardiométaboliques.
L'ubiquinone a été associé à une réduction d'au moins 50 % du risque hospitalier de la covid-19 dans une étude cas-témoin.

## Synthèse chimique
Trois méthodes différentes sont mises en œuvre pour la fabrication de la CoQ10 : la fermentation de levure, la fermentation bactérienne et la synthèse chimique. Le procédé de fermentation de levure résulte en une CoQ10 à la configuration tout-trans, ce qui signifie qu'il est identique à la CoQ10 naturelle que l'on trouve dans la viande, le poisson et d'autres produits.
La sécurité de la fermentation de levure a été confirmée par différentes études de sécurité effectuées par Covance. De plus, un test randomisé (aléatoire) en double aveugle avec contrôle placebo, (un protocole typique à l'industrie pharmaceutique) a démontré que la fermentation de levure est sûre et bien tolérée jusqu’à 900 milligrammes par jour.
La CoQ10 produite par synthèse chimique génère également l'isomère cis (une configuration de la structure moléculaire que l'on ne trouve pas dans la CoQ10 naturelle).
Depuis peu existe une CoQ10 lipophile et hydrophile micellaire, avec une biodisponibilité plus importante.

## Aspect commercial
Il est vendu comme complément alimentaire et son marché (à l'international) est estimé, en 2018, à 470 millions de dollars. 